# Epiactis lewisi
Epiactis lewisi is een zeeanemonensoort uit de familie Actiniidae. De anemoon komt uit het geslacht Epiactis. Epiactis lewisi werd in 1940 voor het eerst wetenschappelijk beschreven door Carlgren. 